# Diocèse de Charleston
Le diocèse de Charleston est un diocèse de l'Église catholique qui couvre l'ensemble de la Caroline du Sud aux États-Unis. Son siège est la cathédrale Saint-Jean-Baptiste de Charleston. Il est suffragant de l'archidiocèse d'Atlanta.

## Histoire
Le diocèse a été créé à partir de territoires qui faisaient partie de l'archidiocèse de Baltimore. Il a été érigé canoniquement le 11 juillet 1820 par le pape Pie VII. À cette époque, il couvrait les États de la Géorgie, de la Caroline du Nord et de la Caroline du Sud.

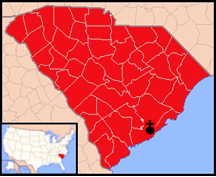
Localisation du diocèse.

## Liste des évêques
1. John England (en) (1820-1842)
2. Ignatius A. Reynolds (en) (1843-1855)
3. Patrick Neeson Lynch (en) (1857-1882)
4. Henry Northrop (1883-1916)
5. William Thomas Russell (en) (1916-1927)
6. Emmet M. Walsh (en) (1927-1949)
7. John Joyce Russell (en) (1950-1958)
8. Paul John Hallinan (en) (1958-1962)
9. Francis Frederick Reh (1962-1964)
10. Ernest Leo Unterkoefler (en) (1964-1990)
11. David B. Thompson (en) (1990-1999)
12. Robert Joseph Baker (1999-2007)
13. Robert E. Guglielmone (2009-2022)
14. Jacques Fabre-Jeune (depuis 2022)

## Source
- (en) Cet article est partiellement ou en totalité issu de l’article de Wikipédia en anglais intitulé « Roman Catholic Diocese of Charleston » (voir la liste des auteurs).